# Гарднер, Трикси, баронесса Гарднер
Рейчел Трикси Анна Гарднер, баронесса Гарднер из Паркса, (англ.  Rachel Trixie Anne Gardner, Baroness Gardner of Parkes; 17 июля 1927, Паркс — 14 апреля 2024) — австралийский политик и пэр, член британской Палаты лордов с 1981 года. Она стала первой австралийской женщиной, получившей титул пэра, и до своей смерти являлась старейшим пожизненным пэром в Палате лордов.

## Биография
Баронесса Гарднер родилась в Парксе, Новый Южный Уэльс, в семье Грега Макгирра, бывшего лидера Лейбористской партии. Она училась в 1954 году в Университете Сиднея, где была ординатором в колледже Святой Софии, и училась в Париже в Le Cordon Bleu. Переехала в Великобританию в 1957 году.

## Карьера
Гарднер была советником городского совета Вестминстера с 1968 по 1978 год. В 1970 году она баллотировалась в парламент от Консервативной партии против лейбористки Барбары Касл в Блэкберне, а в феврале 1974 года — против либерала Джона Пардоу в Северном Корнуолле. Была избрана членом Совета Большого Лондона до его упразднения. Она занимала различные директорские должности и была представителем Великобритании в Комиссии ООН по положению женщин в 1982—1988 годах.
19 июня 1981 года Гарднер была удостоена звания пожизненной пэр Соединенного Королевства как баронесса Гарднер из Паркса. Она была облагорожена за два десятилетия работы в обществе и местных органах власти в качестве консерватора, став первой австралийской женщиной, удостоенной такой чести. 4 апреля 2007 года она стала почётным членом Сиднейского университета.
Скончалась 14 апреля 2024 года на 97-м году жизни.